# Flüssig-Flüssig-Extraktion
Die Flüssig-Flüssig-Extraktion (die engl. Abkürzung LLE kann sowohl für liquid–liquid extraction wie auch für liquid-liquid equilibrium stehen, nach dem sich einstellenden Verteilungs-Gleichgewicht) ist eine Trennungsmethode, die die verschiedenen Löslichkeiten von Stoffen in zwei nicht miteinander mischbaren Lösungsmitteln ausnutzt. Als Lösungsmittel dienen je eine hydrophile Phase (meistens Wasser) und ein hydrophobes organisches Lösungsmittel (auch als Extraktionsmittel bezeichnet). Mit dieser Art der Trennung werden oft in organisch-chemischen Laboratorien Reaktionsgemische aufgearbeitet.
Im Laboralltag wird dieser Vorgang auch mit Ausschütteln bezeichnet.

## Durchführung
Die Lösung mit der zu extrahierenden Komponente wird mit der als Extraktionsmittel dienenden zweiten Phase im Scheidetrichter durch kräftiges Schütteln vermischt. Dadurch kommt es zu einer Vergrößerung der Phasengrenze zwischen den beiden Lösungsmitteln, was die Extraktion der Komponente in die andere Phase beschleunigt. Im Ruhezustand bilden sich entsprechend den unterschiedlichen Dichten wieder zwei Schichten aus. Nach Trennung der beiden Phasen kann das Produkt zum Beispiel durch Verdampfen des Lösungsmittels gewonnen werden.

## Mechanismen
Nach dem Nernstschen Verteilungsgesetz kommt es zu einer Verteilung zwischen den beiden Phasen, ähnlich wie beim chemischen Gleichgewicht. Je nach Größe der Gleichgewichtskonstante geht eine bestimmte Menge an Substanz in das Extraktionsmittel über und kann mit diesem abgetrennt werden. Durch wiederholte Zugabe des Extraktionsmittels und erneute Abtrennung lässt sich das gewünschte Produkt fast vollständig gewinnen.

## Arbeitsprinzip und Funktionsberechnung
Die Flüssig-Flüssig-Extraktion besteht darin, das Solvat (oder mehrere Solvate), das sich in der primären Flüssigkeitslösung befindet, in eine andere, nicht mischbare Flüssigkeit (Lösungsmittel) zu übertragen.
Das mit dem Solvat angereicherte Lösungsmittel wird als Extrakt, die verdünnte Ausgangslösung als Raffinat bezeichnet.

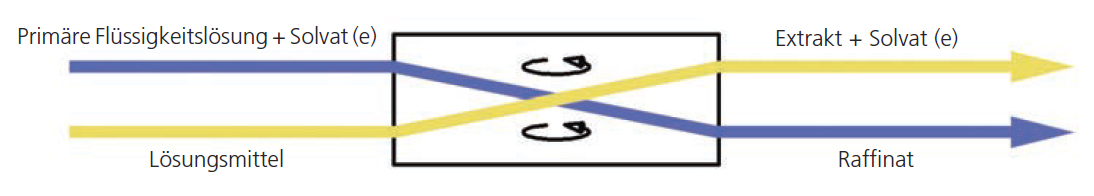
Flüssig-Flüssig-Extraktion

Die primäre Flüssigkeitslösung und das Lösungsmittel werden in Kontakt gebracht, um die Übertragung des Solvats zu bewirken.
Die beiden Flüssigphasen (Extrakt und Raffinat) werden durch statisches Dekantieren (Mixer-Settler) oder Zentrifugalkraft getrennt.

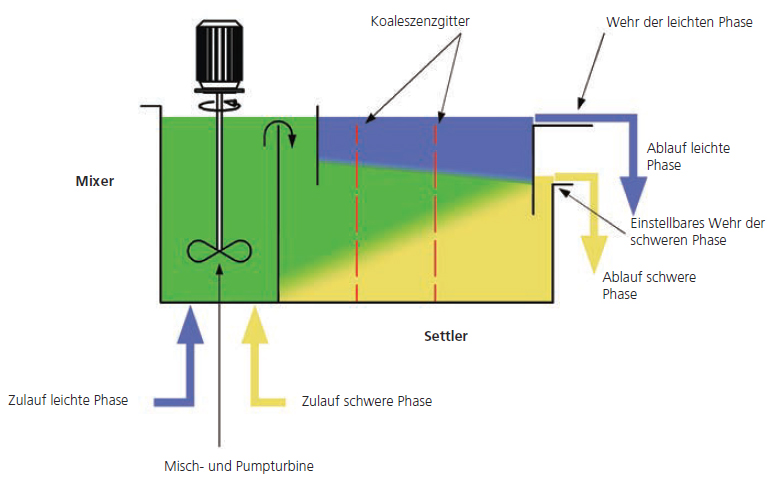
Schnittbild eines Mixer-Settlers

### Mixer
In der Mischzone wird die primäre Flüssigkeitslösung mittels eines mechanischen Rührers in innigen Kontakt mit dem Lösungsmittel gebracht, damit ein guter Solvatübergang stattfindet. Der mechanische Rührer ist mit einem Elektromotor ausgestattet, der eine Misch- und Pumpturbine antreibt. Diese saugt die Phasen aus den Settlers der angrenzenden Stufen an, bringt sie in Kontakt und leitet die im Mixer hergestellte Emulsion wieder in den Settler zurück.

### Settler
Statische Absetzzone zwischen den beiden Phasen. Koaleszenzgitter erleichtern die Trennung der entstandenen Emulsion in 2 Phasen (schwer und leicht). Die Übertragung der getrennten Phasen erfolgt durch Überlaufen über die Wehre. Das Wehr der schweren Phase ist in Höhe einstellbar, so dass die Stellung der Zwischenphase (schwer/leicht) entsprechend der Dichte jeder Phase positioniert wird.

### Zentrifugalextraktoren

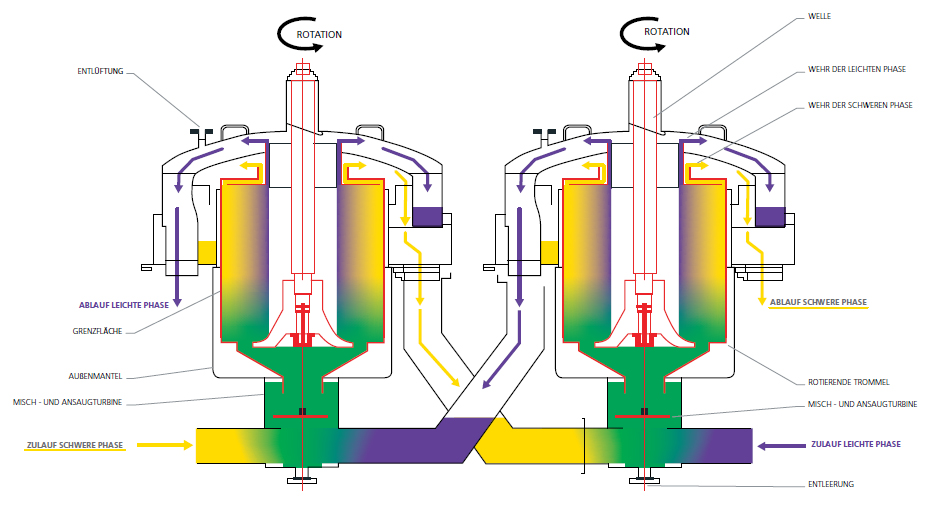
Zweistufige Flüssig-Flüssig-Extraktion im Gegenstrom

Bei Zentrifugalextraktoren werden die zu extrahierende Phase, die ein oder mehrere Solvate (gelb auf dem Schema) enthält, und ein mit ihr nicht mischbares Lösungsmittel (blau auf dem Schema) mit einer unterschiedlichen Dichte, einer Mischkammer, die sich im unteren Teil des Gerätes befindet, zugeführt.
Mit Hilfe einer rotierenden Scheibe werden die nicht mischbaren Flüssigkeiten zur Bildung einer Dispersion durchgemischt (grün auf dem Schema). Je nach Grenzflächenspannung zwischen den Flüssigkeiten werden unterschiedliche Rührscheiben eingesetzt. Ein wirksames Durchmischen ergibt eine sehr hohe Stoffaustauschoberfläche zwischen den beiden Flüssigkeiten. Die Übertragung des Solvates wird dadurch begünstigt.
Eine im Unterteil der Zentrifugentrommel befindliche Turbine fördert die Dispersion in die Trommel. Durch Zentrifugalkraft werden die Flüssigkeiten getrennt. Die schwere Phase (gelb) wird gegen die Trommelwand geschleudert, die leichte Phase (blau) verbleibt im mittleren Bereich der Trommel.
Das Wehr der schweren Phase stabilisiert die Stellung der Phasengrenzfläche. Auswechselbare Wehre mit unterschiedlichen Durchmessern erlauben es, einen breiten Bereich an Dichteverhältnissen abzudecken. Die schwere Phase fließt in das untere Teil des Außengehäuses der Zentrifuge ab. Die leichte Phase gelangt durch Überlaufen in das obere Teil des Gehäuses.
Die zwei Flüssigkeiten werden anschließend in den Zentrifugalextraktor geleitet. Bei Extraktionsverfahren in mehreren aufeinanderfolgenden Stufen (Hauptextraktion und Reextraktion) werden die Extraktoren in Reihe geschaltet bzw. als Batterien aufgestellt. Dabei fließen die beiden Flüssigkeiten im Gegenstrom in die Batterien.

## Flüssig-Flüssig-Mikroextraktion
Bei der Flüssigphasen-Mikroextraktion (Liquid-phase microextraction, LPME) erfolgt eine Extraktion aus einer geringen Menge Probe an einem Tropfen (single-drop microextraction) oder an einer mit Lösungsmittel gefüllten hohlen Faser (hollow-fiber LPME). Diese Methode wird meist zur Analyse von biologischen Proben verwendet. Von Vorteil sind dabei das geringe Probenvolumen, der hohe Vorkonzentrationsfaktor und die einfache Probenvorbereitung.

## Flüssig-Membran-Permeation
Die Flüssigmembran-Permeation wird auch zur Extraktion von Schwermetallspuren aus Abwässern genutzt. Dabei wird beispielsweise Schwefelsäure in einer Ölphase, die gelöste Chelatbildner enthält, emulgiert und diese Emulsion wiederum im Abwasser emulgiert. Die Schwermetalle werden durch Flüssig-Flüssig-Extraktion in der Ölphase gelöst und daraus ebenfalls durch Flüssig-Flüssig-Extraktion in die Schwefelsäure übergeführt. Nach Abtrennung der Ölphase wird die Säure-in-Öl-Emulsion in einem hochfrequenten Wechselstromfeld gespalten.

## Links
- Zentrifugalextraktoren in wissenschaftlichen Publikationen
- Video bei YouTube